# Daredevil (film)
Daredevil – amerykański fantastycznonaukowy film akcji na podstawie serii komiksów o superbohaterze o tym samym imieniu wydawnictwa Marvel Comics. Za reżyserię i scenariusz odpowiadał Mark Steven Johnson. Tytułową rolę zagrał Ben Affleck, a obok niego w głównych rolach wystąpili: Jennifer Garner, Michael Clarke Duncan, Colin Farrell, Jon Favreau, Joe Pantoliano i David Keith.
Matt Murdock jest niewidomym prawnikiem, który dzięki nadludzko wyczulonym pozostałym zmysłom i umiejętnościom walki wręcz, zwalcza przestępczość w dzielnicy Hell’s Kitchen w Nowym Jorku jako superbohater, Daredevil.
Światowa premiera filmu miała miejsce 9 lutego 2003 roku w Los Angeles. W Polsce zadebiutował on 28 marca tego samego roku. Film przy budżecie 78 milionów dolarów zarobił niecałe 180 milionów. Otrzymał on mieszane oceny od krytyków. Jego spin-off, Elektra, miał premierę w 2005 roku i okazał się finansową porażką. Z tego powodu studio ostatecznie zrezygnowało z produkcji kontynuacji Daredevila. W 2004 roku wydano reżyserską wersję filmu, która znacznie lepiej została oceniona przez krytyków. W 2015 roku zadebiutował serial telewizyjny Daredevil z Charliem Coxem w roli głównej.

## Streszczenie fabuły
Matt Murdock jest niewidomym prawnikiem, który mieszka w dzielnicy Hell’s Kitchen w Nowym Jorku, gdzie prowadzi kancelarię adwokacką z najlepszym przyjacielem Franklinem „Foggym” Nelsonem. Matt stracił wzrok wskutek wycieku toksycznych odpadów jako dziecko. Wypadek ten wzmocnił inne zmysły Matta i dał mu możliwość „widzenia” dzięki wibracjom dźwiękowym. Ojciec Matta, bokser Jack Murdock, został zamordowany po tym, jak odmówił udziału w walce ustawionej przez gangstera, który go zatrudnił. Po śmierci ojca już dorosły Matt obiecał sobie walczyć z przestępczością kontrolującą Hell’s Kitchen jako „Daredevil”.
Matt poznaje Elektrę Natchios, córkę Nikolasa Natchiosa, biznesmena, który współpracuje z Wilsonem Fiskiem, bogatym przedsiębiorcą, który jest również przywódcą przestępczym znanym jako Kingpin. Jest on tym samym gangsterem, który zatrudnił ojca Matta. Kiedy Nikolas próbuje zakończyć swoją współpracę z Fiskiem, ten zatrudnia irlandzkiego zabójcę Bullseye’a, aby go zabił. Daredevil próbuje powstrzymać Bullseye’a, któremu ostatecznie udaje się zabić Nikolasa i wrobić w to alter ego Matta, Daredevila. Elektra zaprzysięga zemstę, a reporter Ben Urich odkrywa sekretną tożsamość Daredevila. Wierząc, że Matt zrobił dobre rzeczy dla Hell’s Kitchen, Urich informuje go, że kolejnym celem Bullseye’a jest Elektra.
Daredevil odnajduje Bullseye’a, ale zostaje zaatakowany przez Elektrę, która planuje pomścić śmierć ojca. Pokonuje i rani Daredevila, a kiedy udaje jej się zdjąć jego maskę, odkrywa sekretną tożsamość Matta i jego niewinność. Zmuszona do samotnej walki z Bullseye’em, Elektra zostaje przez niego pokonana i zabita. Ranny Matt ucieka do kościoła, gdzie pomaga mu ojciec Everett, który zna jego tajemniczą tożsamość. Po odzyskaniu sił Daredevil walczy z Bullseye’em, który odnalazł go w kościele. Bullseye odkrywa, że głośne dźwięki są słabością Daredevila i po obezwładnieniu go przygotowuje się do zabicia go kawałkiem drewna. Matt jednak blokuje atak. Słyszy snajpera FBI znajdującego się w sąsiednim budynku przygotowującego się do oddania strzału. Kiedy pocisk zostaje wystrzelony, Daredevil schodzi z toru pocisku, który trafia Bullseye’a. Matt zrzuca go z wieży kościoła, a ten ląduje prosto na masce samochodu Uricha. Bullseye zostaje ciężko ranny, ale nadal żyje.
Po odkryciu, że to Fisk jest pracodawcą Kingpina i Bullseye’a, Daredevil udaje się do jego biura. Tam Matt i Fisk toczą walkę. Fisk okazuje się być potężnym przeciwnikiem ze względu na swój rozmiar i brutalność. Leżąc na ziemi, Matt pyta Fiska, czemu zabił wszystkich, których kochał, w tym jego ojca. Fisk mu odpowiada, że były to tylko interesy. Kiedy Daredevil odzyskuje siły, łamie nogi Fiskowi, ale powstrzymuje się przed zabiciem go. Oddaje go w ręce policji. Fisk, który odkrył tożsamość Matta, przysięga zemstę na Daredevilu. Matt zwraca mu uwagę, że nie może ujawnić jego tożsamości, bo straci w oczach więźniów, kiedy dowiedzą się, że został pokonany przez niewidomego. Matt wraca do codziennej walki jako Daredevil i jeszcze raz spotyka się z Urichem, który zapewnia go, że nie opublikuje żadnego artykułu, w którym ujawniłby jego tożsamość.

## Obsada
- Ben Affleck jako Matt Murdock / Daredevil, niewidomy prawnik, który dzięki nadludzko wyczulonym pozostałym zmysłom i umiejętnościom walki wręcz, zwalcza przestępczość[3]. Dwunastoletniego Matta zagrał Scott Terra[4].
- Jennifer Garner jako Elektra Natchios, córka milionera Nikolasa Natchiosa, która jako dziecko była świadkiem morderstwa swojej matki, przez co jej ojciec postanowił wyszkolić ją w sztukach walki[5].
- Michael Clarke Duncan jako Wilson Fisk / Kingpin, z pozoru jest otyłym szefem korporacji, ale w rzeczywistości jest osobą prowadzącą przestępczość zorganizowaną. Odpowiada za śmierć Jacka Murdocka[6].
- Colin Farrell jako Bullseye, zabójca zatrudniony przez Kingpina, aby zająć się Elektrą i Nikolasem Natchiosem[7].
- Jon Favreau jako Franklin „Foggy” Nelson, najlepszy przyjaciel Murdocka, z którym wspólnie prowadzi kancelarię[8].
- Joe Pantoliano jako Ben Urich, dziennikarz śledczy[9].
- David Keith jako Jack Murdock, ojciec Matta, bokser, który został zamordowany przez Kingpina[4].

W filmie ponadto wystąpili: Leland Orser jako Wesley Owen Welch, współpracownik Fiska; Lennie Loftin jako Nick Manolis, detektyw nowojorskiej policji, który uważa Daredevila za miejską legendę; Erick Avari jako Nikolas Natchios, ojciec Elektry; Ellen Pompeo jako Karen Page, sekretarka w kancelarii Murdocka i Nelsona; Derrick O’Connor jako ojciec Everett, ksiądz w lokalnej parafii Murdocka; Josie DiVincenzo jako Josie, właścicielka Josie’s Bar. 
W rolach cameo pojawili się twórcy komików o Daredevilu: Stan Lee, Frank Miller i Kevin Smith.

## Produkcja

### Rozwój projektu
W 1997 roku 20th Century Fox planowało przejąć prawa do postaci od Marvel Enterprises. Z powodów finansowych Marvel próbował sprzedać prawa The Walt Disney Company. W 1999 roku Marvel podpisał umowę z Columbia Pictures na stworzenie filmu o Daredevilu. Na stanowisku reżysera został zatrudniony Chris Columbus, który miał również napisać scenariusz wspólnie z Carlo Carlei. Później scenariusz został poprawiony przez Marka Stevena Johnsona. Jednak w 2000 roku Sony Pictures postanowiło zrezygnować z filmu. 
W tym samym roku Regency Enterprises zakupiło filmowe prawa do postaci od Marvela, a 20th Century Fox miało zająć się dystrybucją. W 2001 roku Johnson powrócił do pisania scenariusza. Zajął się on również reżyserią filmu. Producentami filmu zostali Arnon Milchan i Gary Foster i Avi Arad.

### Casting
W październiku 2001 roku Ben Affleck został obsadzony w tytułowej roli. Matt Damon i Colin Farrell byli brani pod uwagę przy obsadzaniu tej postaci. Ostatecznie Farrell został zaangażowany do projektu jako Bullseye w grudniu 2001 roku. 
W styczniu 2002 roku do obsady dołączyli Michael Clarke Duncan jako Kingpin i Jennifer Garner jako Elektra. Do roli Elektry były brane pod uwagę między innymi: Penélope Cruz, Salma Hayek, Natalie Portman, Lucy Liu, Jessica Alba i Katie Holmes. W lutym tego samego roku ujawniono, że Jon Favreau zagra Foggy’ego Nelsona, a miesiąc później zaangażowani zostali Joe Pantoliano jako Ben Urich, David Keith jako Jack Murdock i Scott Terra jako dwunastoletni Matt Murdock.

### Zdjęcia i postprodukcja
Zdjęcia do filmu kręcono od 1 marca do 6 sierpnia 2002 roku. Większość materiału została nakręcona w Los Angeles. Za zdjęcia odpowiadał Ericson Core, za scenografię Barry Chusid, a za kostiumy James Acheson. Montażem zajęli się Dennis Virkler i Armen Minasian.

## Muzyka
Do skomponowania muzyki do filmu zatrudniony został Graeme Revell. Ścieżka dźwiękowa Daredevil (Original Motion Picture Score) z muzyką Revella została wydana 4 marca 2003 roku. Album koncepcyjny Daredevil: The Album wydano 4 lutego 2003 roku.
| Daredevil: The Album – 2003 | Daredevil: The Album – 2003             | Daredevil: The Album – 2003               | Daredevil: The Album – 2003 |
| Nr                          | Tytuł utworu                            | Wykonawca                                 | Długość                     |
| --------------------------- | --------------------------------------- | ----------------------------------------- | --------------------------- |
| 1.                          | „Won’t Back Down”                       | Fuel                                      | 3:22                        |
| 2.                          | „For You”                               | The Calling                               | 3:42                        |
| 3.                          | „Bleed For Me”                          | Saliva                                    | 3:59                        |
| 4.                          | „Hang On”                               | Seether                                   | 3:10                        |
| 5.                          | „Learn The Hard Way”                    | Nickelback                                | 2:54                        |
| 6.                          | „The Man Without Fear”                  | Drowning Pool / Rob Zombie                | 3:20                        |
| 7.                          | „Right Now”                             | Nappy Roots / Marcos Curiel               | 4:33                        |
| 8.                          | „Evening Rain”                          | Moby                                      | 3:53                        |
| 9.                          | „Bring Me To Life”                      | Evanescence feat. Paul McCoy of 12 Stones | 3:56                        |
| 10.                         | „Until You’re Reformed”                 | Chevelle                                  | 4:00                        |
| 11.                         | „Right Before Your Eyes”                | Hoobastank                                | 3:31                        |
| 12.                         | „Fade Out/In”                           | Paloalto                                  | 3:37                        |
| 13.                         | „Caught In The Rain”                    | Revis                                     | 3:31                        |
| 14.                         | „High Wire Escape Artist”               | Boysetsfire                               | 3:47                        |
| 15.                         | „Raise Your Rifles”                     | Autopilot Off                             | 2:37                        |
| 16.                         | „Daredevil Theme (Blind Justice remix)” | Graeme Revell / Mike Einziger             | 3:32                        |
| 17.                         | „My Immortal”                           | Evanescence                               | 4:23                        |
| 18.                         | „Sad Exchange”                          | Finger Eleven                             | 3:32                        |
| 19.                         | „Simple Lies”                           | Endo                                      | 4:07                        |
| 20.                         | „Let Go”                                | 12 Stones                                 | 4:32                        |
|                             |                                         |                                           | 1:13:58                     |

| Daredevil (Original Motion Picture Score) – 2003 | Daredevil (Original Motion Picture Score) – 2003 | Daredevil (Original Motion Picture Score) – 2003 | Daredevil (Original Motion Picture Score) – 2003 |
| Nr                                               | Tytuł utworu                                     | Autor                                            | Długość                                          |
| ------------------------------------------------ | ------------------------------------------------ | ------------------------------------------------ | ------------------------------------------------ |
| 1.                                               | „Daredevil Theme”                                | G. Revell                                        | 4:40                                             |
| 2.                                               | „Young Matt’s Father”                            | G. Revell                                        | 1:58                                             |
| 3.                                               | „Hell’s Kitchen”                                 | G. Revell                                        | 2:13                                             |
| 4.                                               | „Matt Becomes Daredevil”                         | G. Revell                                        | 1:38                                             |
| 5.                                               | „The Kingpin”                                    | G. Revell                                        | 3:52                                             |
| 6.                                               | „The Darkest Hour”                               | G. Revell                                        | 2:44                                             |
| 7.                                               | „Bullseye”                                       | G. Revell                                        | 2:45                                             |
| 8.                                               | „Elektra”                                        | G. Revell                                        | 4:15                                             |
| 9.                                               | „Mistaken Identity”                              | G. Revell                                        | 2:52                                             |
| 10.                                              | „Nachio’s Assassination”                         | G. Revell                                        | 1:12                                             |
| 11.                                              | „Elektra vs. Bullseye”                           | G. Revell                                        | 2:56                                             |
| 12.                                              | „Blind Justice”                                  | G. Revell                                        | 2:10                                             |
| 13.                                              | „Church Battle”                                  | G. Revell                                        | 2:23                                             |
| 14.                                              | „Falling Rose”                                   | G. Revell                                        | 1:12                                             |
| 15.                                              | „The Necklace”                                   | G. Revell                                        | 3:20                                             |
|                                                  |                                                  |                                                  | 40:10                                            |

## Wydanie
Światowa premiera Daredevila miała miejsce 9 lutego 2003 roku w Los Angeles. Podczas wydarzenia uczestniczyła obsada i produkcja filmu oraz zaproszeni specjalni goście. Premierze tej towarzyszył czerwony dywan oraz szereg konferencji prasowych. Dla szerszej publiczności w Stanach Zjednoczonych zadebiutował 14 lutego. W Polsce film miał premierę 28 marca tego samego roku.
29 lipca 2003 roku film został wydany na DVD w Stanach Zjednoczonych, a w Polsce, 28 kwietnia 2004.
Wersja reżyserska
30 listopada 2004 roku w Stanach Zjednoczonych została wydana wersja reżyserska filmu Daredevil (Director’s Cut) na DVD, która została rozszerzona o dodatkowe 19 minut w stosunku do wersji kinowej. 30 września 2008 roku została ona wydana na nośniku Blu-ray. W tej wersji pojawił się między innymi narkoman grany przez rapera Coolio. W Polsce wersja reżyserska filmu została wydana na Blu-rayu 17 lutego 2009 roku.

## Odbiór

### Box office
Film przy budżecie 78 milionów dolarów zarobił prawie 180 milionów, z czego ponad 100 milionów w Stanach Zjednoczonych i Kanadzie oraz ponad 30 tysięcy w Polsce.

### Krytyka w mediach
Film otrzymał mieszane oceny od krytyków. W serwisie Rotten Tomatoes 44% z 229 recenzji filmu jest pozytywnych (średnia ocen wyniosła 5,2 na 10). Na portalu Metacritic średnia ocen z 35 recenzji wyniosła 42 punktów na 100. Natomiast według serwisu CinemaScore publiczność przyznała mu ocenę B w skali od F do A+.

### Nagrody i nominacje
| Rok  | Ceremonia                                          | Kategoria                                 | Nominowani                                              | Rezultat  | Przypis |
| ---- | -------------------------------------------------- | ----------------------------------------- | ------------------------------------------------------- | --------- | ------- |
| 2003 | Teen Choice Awards                                 | Ulubiony czarny charakter                 | Colin Farrell                                           | Wygrana   | [ 32 ]  |
| 2003 | Teen Choice Awards                                 | Ulubiony film dramatyczny / akcji         | Daredevil                                               | Nominacja | [ 32 ]  |
| 2003 | Teen Choice Awards                                 | Filmowy przełomowy męski występ aktorski  | Colin Farrell                                           | Nominacja | [ 32 ]  |
| 2003 | Teen Choice Awards                                 | Filmowy przełomowy żeński występ aktorski | Jennifer Garner                                         | Nominacja | [ 32 ]  |
| 2003 | Teen Choice Awards                                 | Ulubiona aktorka dramatu / filmu akcji    | Jennifer Garner                                         | Nominacja | [ 32 ]  |
| 2003 | Teen Choice Awards                                 | Ulubiona chemia filmowa                   | Ben Affleck, Jennifer Garner                            | Nominacja | [ 32 ]  |
| 2003 | Teen Choice Awards                                 | Ulubiona filmowa scena akcji              | Daredevil                                               | Nominacja | [ 32 ]  |
| 2003 | Teen Choice Awards                                 | Ulubiony aktor dramatu / filmu akcji      | Ben Affleck                                             | Nominacja | [ 32 ]  |
| 2003 | Teen Choice Awards                                 | Ulubiony aktor dramatu / filmu akcji      | Colin Farrell                                           | Nominacja | [ 32 ]  |
| 2003 | MTV Movie Awards                                   | Przełomowa rola żeńska                    | Jennifer Garner                                         | Wygrana   | [ 33 ]  |
| 2003 | MTV Movie Awards                                   | Najlepszy czarny charakter                | Colin Farrell                                           | Nominacja | [ 33 ]  |
| 2003 | MTV Movie Awards                                   | Najlepszy pocałunek                       | Ben Affleck, Jennifer Garner                            | Nominacja | [ 33 ]  |
| 2003 | Golden Schmoes Awards                              | Najbardziej niedoceniany film roku        | Daredevil                                               | Nominacja | [ 34 ]  |
| 2004 | Amerykańska gildia makijażystów i stylistów fryzur | Najlepszy współczesny makijaż w filmie    | Deborah La Mia Denaver, John E. Jackson, Cinzia Zanetti | Nominacja | [ 35 ]  |
| 2004 | Golden Raspberry Awards                            | Najgorszy aktor                           | Ben Affleck                                             | Wygrana   | [ 36 ]  |

## Spin-off, anulowana kontynuacja i reboot
W lutym 2003 roku poinformowano, że planowany jest sequel filmu i spin-off z Jennifer Garner w tytułowej roli. Film Elektra miał swoją premierę w 2005 roku. Za reżyserię odpowiadał Rob Bowman na podstawie scenariusza Zaka Penna, Stu Zichermana i Ravena Metznera. Ben Affleck nagrał scenę do filmu, jednak została ona wycięta na etapie postprodukcji. Film otrzymał przeważnie negatywne oceny od krytyków i nie spełnił oczekiwań finansowych studia. Z tego między innymi powodu studio zrezygnowało również z kontynuacji Daredevila.
W 2008 roku ujawniono, że studio planuje reboot. Chęć zagrania tytułowej roli wyraził Jason Statham. W lutym 2010 roku David Scarpa został zatrudniony do napisania scenariusza. W marcu 2011 roku poinformowano, że David Slade zajmie się reżyserią, a później, że pracą nad scenariuszem zajął się Brad Caleb Kane. W sierpniu 2012 roku Fox zmagał się z problemem wyboru nowego reżysera po rezygnacji Slade’a. 
W kwietniu 2013 roku Kevin Feige poinformował, że prawa do postaci powróciły do Marvel Studios otwierając możliwość włączenia postaci do franczyzy Filmowego Uniwersum Marvela. W listopadzie 2013 roku poinformowano o współpracy Marvel Television z Netflixem dotyczącej stworzenia kilku seriali, w tym Daredevila. W tytułowej roli wystąpił Charlie Cox. Serial zadebiutował w 2015 i został zakończony po trzech sezonach w 2019 roku.